# Sobór w Hierei

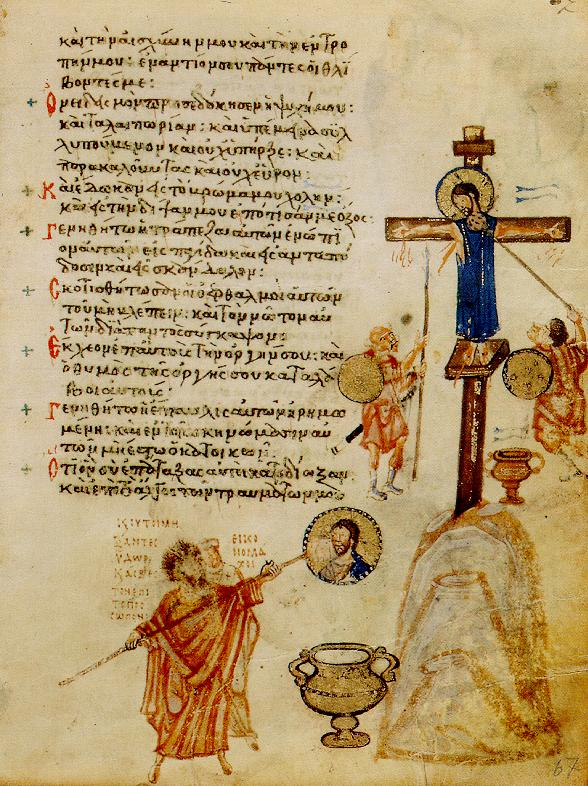
Karta z Psałterza Chłudowa z miniaturą przedstawiającą niszczenie świętych wizerunków przez ikonoklastów

Sobór w Hierei – sobór zwołany w lutym 754 roku w miejscowości Hierea, niedaleko Chalcedonu, przez cesarza bizantyjskiego Konstantyna V. Główną ideą było usankcjonowanie ikonoklazmu jako obowiązującej doktryny Kościoła. W intencji uczestników miał mieć rangę soboru powszechnego, jednak jego nauczanie zostało odrzucone zarówno przez prawosławie, jak i Kościół rzymskokatolicki.
Obrady soboru trwały sześć miesięcy, od 10 lutego do 8 sierpnia 754 roku, przewodniczył im metropolita Efezu Teodor. W spotkaniu uczestniczyło 332 biskupów. Ponieważ sobór odbywał się w czasie trwania wakatu na tronie patriarszym w Konstantynopolu po śmierci Anastazego, a w gronie zebranych zabrakło reprezentantów Kościoła Zachodniego i oficjalnego przedstawiciela któregokolwiek z pozostałych patriarchów wschodnich, sobór ten nie został nigdy uznany za powszechny i zyskał sobie miano akephalos „bez głowy”. Obradujący pod dyktando cesarza-ikonoklasty zebrani biskupi potępili kult obrazów jako przejaw bałwochwalstwa. Powołując się na autorytet pierwszych sześciu soborów powszechnych ogłoszono, iż sporządzanie wizerunków jest herezją: osoba portretująca Chrystusa albo przedstawia tylko jego człowieczeństwo oddzielone od boskości, przez co popada w nestorianizm, albo chce ukazując jego człowieczeństwo wyrazić w ten sposób i boskość, co sprawia iż jest monofizytą. Duchowieństwo opowiadające się za kultem ikon zgodnie z uchwałą soboru miało zostać zdjęte z urzędu i ekskomunikowane. Na zakończenie soboru, które miało miejsce na Blachernach w Konstantynopolu, pośmiertnie obłożono anatemą obrońców kultu obrazów: patriarchę Germana I oraz Jana Damasceńskiego.
Na zwołanym w kwietniu 769 roku przez papieża Stefana III na Lateranie synodzie postanowienia z Hierei zostały potępione. Akta soboru w Hierei zachowały się w formie cytatów w dokumentach drugiego soboru nicejskiego (787), na którym kult obrazów został uznany za prawowierny.